# أنشوفة ثلاثية الألوان
أنشوفة ثلاثية الألوان (الاسم العلمي:Anchoa tricolor) (بالإنجليزية: Piquitinga anchovy)‏ هي نوع من الأسماك تتبع جنس الأنشوفة من الفصيلة البلمية.